# 瓦爾科 (明尼蘇達州)
瓦爾科（英語：Varco）是位於美國明尼蘇達州毛爾縣奧斯汀鎮區的一個非建制地區。

## 歷史
瓦爾科的郵局於1875年設立，其後於1882年停運。此地得名自當地地主托馬斯·瓦爾科（Thomas Varco）。

## 地理
瓦爾科所處的海拔為高於海平面366米（即1201英呎），而該地所採用的時區為UTC-6，即北美中部時區（CST）。同時該地設有夏令時間，為UTC-6調快一小時，即UTC-5（CDT）。